# Antoni Józef Madaliński

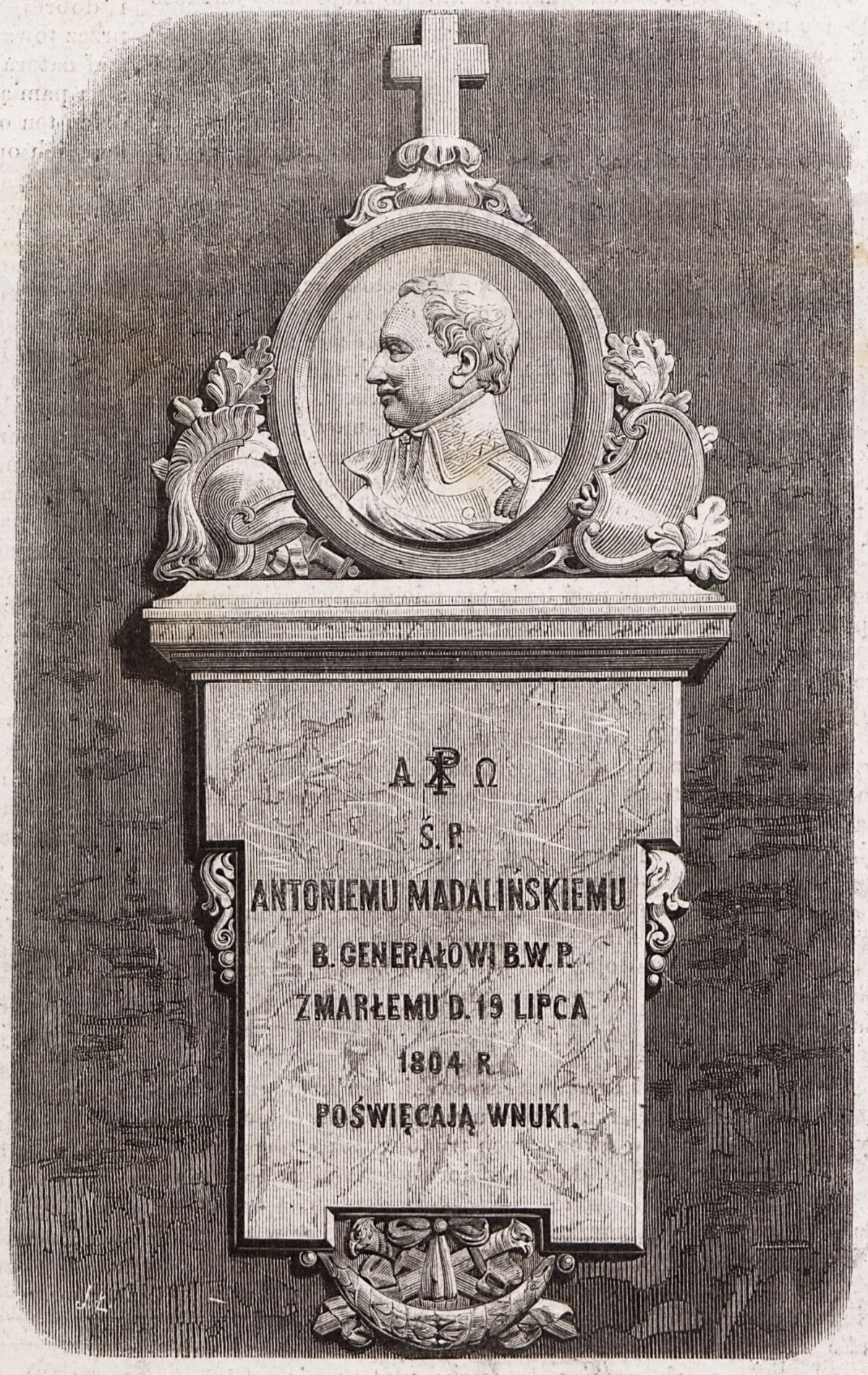
Epitafium Antoniego Madalińskiego w kościele parafialnym w Przybyszewie, dłuta Bolesława Syrewicza.
Drzeworyt Józefa Łoskoczyńskiego z 1876 roku

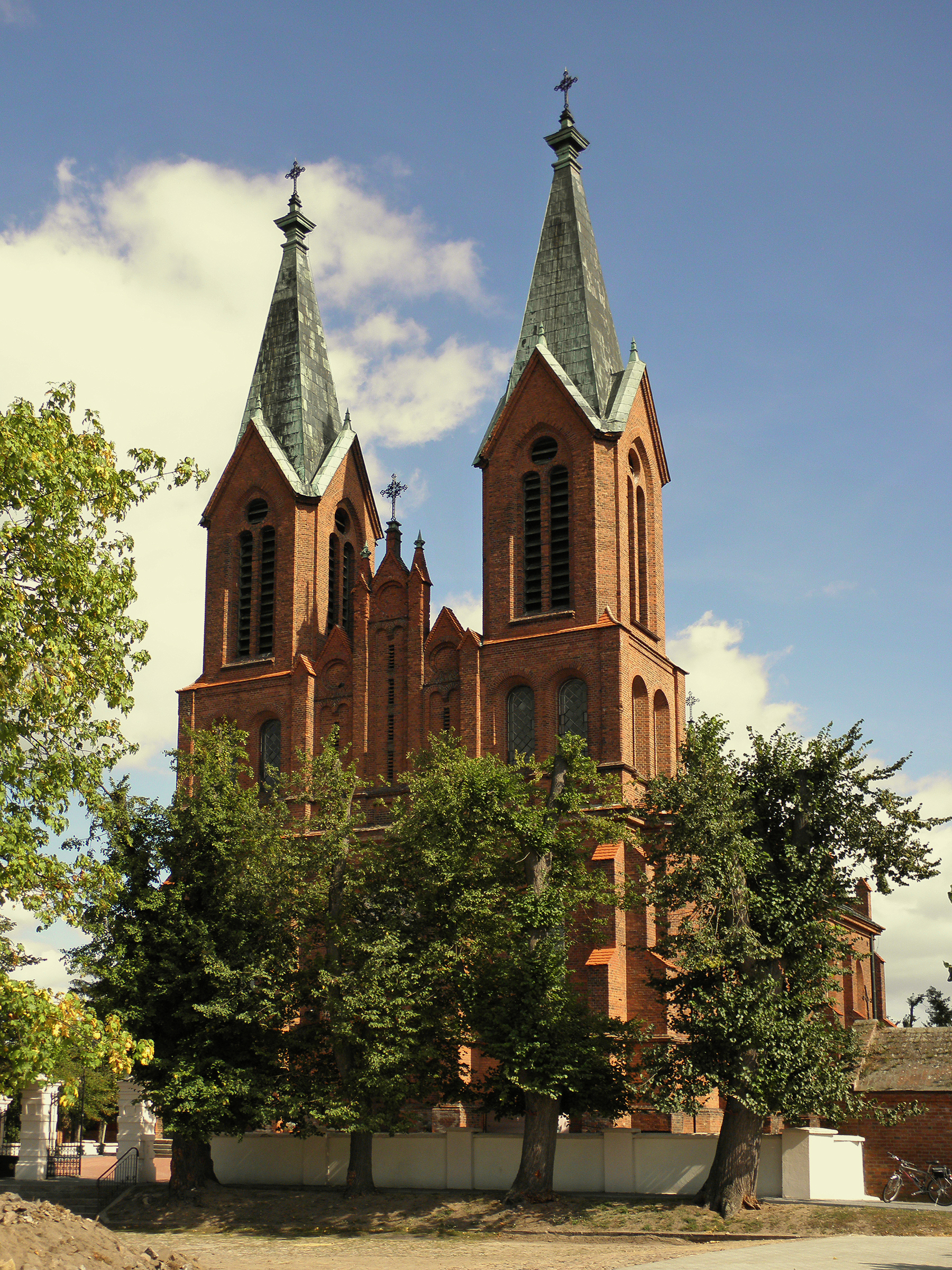
Kościół parafialny w Przybyszewie, w którym pochowany jest Antoni Madaliński

Antoni Józef Madaliński herbu Larysza (ur. 1739, zm. 19 lipca 1804 w Borowem) – polski generał, dowódca kawalerii, jeden z dowódców w insurekcji kościuszkowskiej 1794, komendant chorągwi husarskiej koniuszego koronnego w 1769 roku, pułkownik ziemi przemyskiej w konfederacji barskiej.

## Życiorys
Według Mariana Lecha A. Madaliński urodził się w Porowie w Sieradzkiem w 1739 (dokładna data jest nieznana), przy czym miejscowości o takiej nazwie nie odnotowuje Słownik geograficzny Królestwa Polskiego i innych krajów słowiańskich, współcześnie również taka miejscowość nie jest znana. Z kolei, według Jerzego Kowackiego, urodził się „jakoby w Wielkopolsce”.
Syn Józefa i Barbary z Gutowskich; wywodził się ze szlacheckiej rodziny ziemiańskiej pieczętującej się Laryszą (a. Laryssą). We wczesnej jego biografii jak dotąd jest sporo luk, nie jest znana m.in. jego edukacja wojskowa.
Był uczestnikiem konfederacji barskiej walcząc początkowo w oddziale Józefa Bierzyńskiego. W 1770 r. walczył na Mazowszu w oddziałach Józefa Sawy Calińskiego, jednak w grudniu pod Wysokiem został ranny i trafił do niewoli regimentarza Ksawerego Branickiego.
W latach 1778–1788 był dzierżawcą dóbr z ordynacji rydzyńskiej, a w życiu politycznym korzystał z protekcji Sułkowskich. Dzierżawił wówczas ziemię w Baszkowie (gm. Zduny) oraz był dowódcą garnizonu w Zdunach.
W 1786 r. został wybrany na posła z województwa kaliskiego. Następnie został posłem na Sejm Czteroletni (1788–1792) z woj. gnieźnieńskiego, w toku którego przeszedł do obozu reform: popierał projekty przemian, należał do Zgromadzenia Przyjaciół Konstytucji 3 Maja. W związku ze zwiększeniem liczby wojska w 1789 Madaliński powrócił do służby wojskowej i awansował na majora. W lipcu 1791 kupił stopień wicebrygadiera, a rok później został brygadierem w 1 Wielkopolskiej Brygadzie Kawalerii Narodowej. Uczestniczył także w pracach Sejmu, m.in. 7 stycznia 1791 wygłosił tam mowę na rzecz stronnictwa postępowego. Był członkiem Zgromadzenia Przyjaciół Konstytucji Rządowej, popierającego dzieło Konstytucji 3 Maja. Uczestniczył w wojnie polsko-rosyjskiej w 1792 r., jednak na skutek nieudolnego dowodzenia brygadą przez Damazego Mioduskiego nie zdążyła ona dołączyć do sił głównych przed bitwami pod Zieleńcami i pod Dubienką. 14 lipca po zdymisjonowanym Mioduskim Madaliński objął dowództwo brygady, lecz nie zdążył wziąć udziału w walkach przed przystąpieniem króla do konfederacji targowickiej.
Od 1793 r., gdy dowodzona przez niego brygada została na skutek rozbiorów przymusowo przekwaterowana z rodzinnej Wielkopolski na Mazowsze, był aktywny w konspiracji przedpowstańczej. Osobę Madalińskiego rozważano wówczas jako „rezerwową” kandydaturę na Naczelnika powstania. Wobec groźby redukcji wojska, nakazanej przez władze rosyjskie, na naradzie w siedzibie dowództwa brygady w Ostrołęce, prawdopodobnie 8 marca 1794, zdecydowano o rozpoczęciu powstania. Madaliński odmówił redukcji brygady i 12 lub 13 marca 1794 rozpoczął marsz swojej brygady spod Ostrołęki przez tereny zagarnięte przez Prusy (Mławę, Wyszogród, Sochaczew) w kierunku Krakowa, co zdeterminowało rozpoczęcie powstania zbrojnego. Po drodze brygada stoczyła dwie drobne potyczki z oddziałami pruskimi, a 24 marca, w dniu proklamacji powstania przez Naczelnika Tadeusza Kościuszkę, dotarła do Końskich, stanowiąc ubezpieczenie ogniska insurekcji od północy. 3 kwietnia, maszerując przez Kielce, Pińczów i Skalbmierz, brygada połączyła się z grupą Kościuszki koło Proszowic.
Awansowany przez Naczelnika ze stopnia brygadiera kolejno na generała majora (2 kwietnia) i generała lejtnanta (6 kwietnia), Madaliński walczył 4 kwietnia pod Racławicami, dowodząc kawalerią lewego skrzydła i 6 czerwca pod Szczekocinami, powstrzymując na prawym skrzydle natarcie wojsk prusko-rosyjskich. Został tam też lekko ranny. W II połowie czerwca jego brygada osłaniała wycofywanie się głównych sił na Warszawę, w lipcu walczył w korpusie Józefa Zajączka na przedpolu Warszawy, a w sierpniu w obronie stolicy. Brał udział w wyprawie wielkopolskiej generała Dąbrowskiego, łącząc się 14 września z korpusem Dąbrowskiego w Wielkopolsce. Stoczono tam wiele potyczek z oddziałami pruskimi, a 2 października kawaleria Madalińskiego odegrała znaczącą rolę w zdobyciu Bydgoszczy i otwierała atak na Toruń. Podczas całych działań powstańczych Madaliński odznaczył się jako zdecydowany dowódca, realizujący śmiałą strategię manewrową. Po wycofaniu z Wielkopolski z powodu zagrożenia Warszawy, brał udział w obronie stolicy.
W styczniu 1795 został aresztowany przez Prusaków, przewieziony do Wrocławia, następnie Magdeburga. Nie brał udziału w dalszych działaniach niepodległościowych. Na przełomie XVIII i XIX w. dzierżawił od rządu pruskiego dobra kostrzyńskie, zsekularyzowane przez Prusaków po konfiskacie majątku klarysek w Gnieźnie. Ożenił się z Wiktorią ze Skotnickich, z którą miał ośmioro dzieci.
Antoni Madaliński zmarł 19 lipca 1804 w Borowem, w majątku, którego był dziedzicem. Pogrzeb odbył się 23 lipca, ciało generała zostało złożone w kościele parafialnym św. Apostołów Piotra i Pawła w Przybyszewie, a serce w Lubani.

## Upamiętnienie
Na jego cześć nazwano ulice w Warszawie, Poznaniu, Bydgoszczy, Zielonej Górze, Słupsku, Gdańsku, Ostrołęce, Krakowie, Szczecinie oraz Wrocławiu.

## Film
Postać Antoniego Józefa Madalińskiego występuje w filmie Kościuszko pod Racławicami. Rolę tę grał Bogusław Samborski.